# Cantone di Matignon
Il Cantone di Matignon era una divisione amministrativa dell'Arrondissement di Dinan.
A seguito della riforma approvata con decreto del 13 febbraio 2014, che ha avuto attuazione dopo le elezioni dipartimentali del 2015, è stato soppresso.

## Composizione
Comprendeva 11 comuni:
- La Bouillie
- Fréhel
- Hénanbihen
- Hénansal
- Matignon
- Pléboulle
- Plévenon
- Ruca
- Saint-Cast-le-Guildo
- Saint-Denoual
- Saint-Pôtan